# Droga wojewódzka nr 143

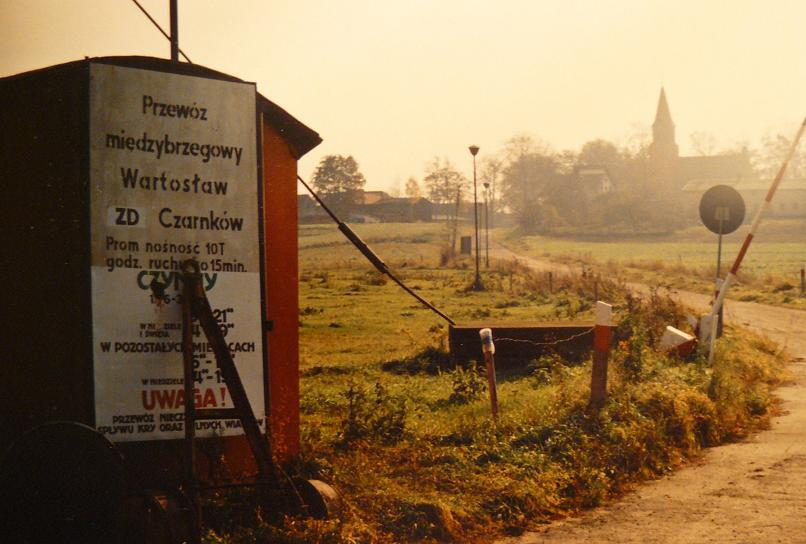
Widok na drogę wojewódzką i Wartosław z promu (lata 2000.)

Droga wojewódzka nr 143 (DW143) – droga wojewódzka klasy Z w województwie wielkopolskim o długości ok. 5 km. Łączy ona Wartosław z miejscowością Stare Miasto i drogą wojewódzką nr 182.

## Historia numeracji
Obecną kategorię i numer droga otrzymała w 2002 lub 2003 roku. Na mapach i w atlasach samochodowych wydawanych w latach 90. i do 2001 roku była oznaczana jako droga lokalna. Opracowania kartograficzne powstałe w czasach Polski Ludowej przeważnie wcale nie miały naniesionej trasy.
Numer 143 w latach 1986–2002/2003 był przypisany do trasy o relacji Kobylanka – Kołbacz, która aktualnie jest drogą nr 120.

## Dopuszczalny nacisk na oś
Od 13 marca 2021 roku na drodze dozwolony jest ruch pojazdów o nacisku pojedynczej osi napędowej do 11,5 tony, z wyjątkiem określonych odcinków oznaczonych znakiem zakazu B-19.

### Do 13 marca 2021 r.
Wcześniej drogą wojewódzką nr 143 mogły poruszać się pojazdy o dopuszczalnym nacisku pojedynczej osi nie przekraczającym 8 ton.

## Miejscowości przy trasie
- Wartosław
- Pierwoszewo
- Stare Miasto